# الدهامشة
الدهامشة بلدية جزائرية، تقع في ولاية سطيف، تحدها شمالًا بلدية بني عزيز وشرقا بلدية جميلة وغربًا بلدية عين الكبيرة وجنوبًا بلدية بني فودة، وتعدادها السكاني حوالي 9000 مواطن، يمارسون الزراعة وغيرها.